# Aphyllotus campanelliformis
Aphyllotus campanelliformis är en svampart som beskrevs av Singer 1974. Aphyllotus campanelliformis ingår i släktet Aphyllotus och familjen Marasmiaceae.   Inga underarter finns listade i Catalogue of Life.